# Gwinea Równikowa na Letnich Igrzyskach Olimpijskich 1992
Gwineę Równikową na Letnich Igrzyskach Olimpijskich 1992 reprezentowało 7 zawodników, 5 mężczyzn i 2 kobiety.

## Skład kadry

### Lekkoatletyka

#### Mężczyźni
| Zawodnik            | Konkurencja    | Eliminacje  | Eliminacje  | Ćwierćfinały | Ćwierćfinały | Półfinały | Półfinały | Finał | Finał   | Źródło |
| Zawodnik            | Konkurencja    | Czas        | Pozycja     | Czas         | Pozycja      | Czas      | Pozycja   | Czas  | Pozycja | Źródło |
| ------------------- | -------------- | ----------- | ----------- | ------------ | ------------ | --------- | --------- | ----- | ------- | ------ |
| Gustavo Envela      | Bieg na 100 m  | 10.65       | 4.          | NQ           | NQ           | NQ        | NQ        | NQ    | NQ      | [ 1 ]  |
| Juan Vicente Matala | Bieg na 200 m  | DQ          | DQ          | NQ           | NQ           | NQ        | NQ        | NQ    | NQ      | [ 2 ]  |
| Eulogio Ngache      | Bieg na 400 m  | 50.83       | 8.          | NQ           | NQ           | NQ        | NQ        | NQ    | NQ      | [ 3 ]  |
| Emiliano Buale      | Bieg na 800 m  | Nie dotyczy | Nie dotyczy | 1:58.95      | 7.           | NQ        | NQ        | NQ    | NQ      | [ 4 ]  |
| Bernardo Elonga     | Bieg na 1500 m | Nie dotyczy | Nie dotyczy | 4:25.78      | 11.          | NQ        | NQ        | NQ    | NQ      | [ 5 ]  |

#### Kobiety
| Zawodnik        | Konkurencja   | Eliminacje | Eliminacje | Ćwierćfinały | Ćwierćfinały | Półfinały | Półfinały | Finał | Finał   | Źródło |
| Zawodnik        | Konkurencja   | Czas       | Pozycja    | Czas         | Pozycja      | Czas      | Pozycja   | Czas  | Pozycja | Źródło |
| --------------- | ------------- | ---------- | ---------- | ------------ | ------------ | --------- | --------- | ----- | ------- | ------ |
| Magdalena Ansue | Bieg na 100 m | DQ         | DQ         | NQ           | NQ           | NQ        | NQ        | NQ    | NQ      | [ 6 ]  |
| Ruth Mangue     | Bieg na 200 m | 27.65      | 7.         | NQ           | NQ           | NQ        | NQ        | NQ    | NQ      | [ 7 ]  |
| Ruth Mangue     | Bieg na 400 m | 1:03.32    | 7.         | NQ           | NQ           | NQ        | NQ        | NQ    | NQ      | [ 3 ]  |